# Thagria bifida
Thagria bifida är en insektsart som beskrevs av Nielson 1986. Thagria bifida ingår i släktet Thagria och familjen dvärgstritar. Inga underarter finns listade i Catalogue of Life.